# Puebla del Brollón
Puebla del Brollón (en gallego y oficialmente, A Pobra do Brollón)  es una villa y municipio español situado en el sur de la provincia de Lugo, en la comunidad autónoma de Galicia. Pertenece a la comarca de la Tierra de Lemos y al partido judicial de Monforte de Lemos, y además forma parte de la Ribeira Sacra.
Su término municipal se encuentra en una zona de transición entre el valle de Lemos y las estribaciones occidentales de la sierra del Caurel, y ocupa una superficie total de 176,71 km². Está formado por 22 parroquias de carácter rural. Cuenta con una población de 1.565 habitantes (INE 2023), que se encuentra muy diseminada, en 118 lugares o entidades de población.
El límite sur del municipio lo marca el Cañón del Sil, sobre el que se encuentra el mirador de A Capela, y en sus laderas se encuentran viñedos que forman parte de la Denominación de Origen Ribeira Sacra. Entre las festividades del municipio destacan el Entroido, con la figura del Oso de Salcedo, así como la Feria del Vino de Vilachá y la Romería de San Vitoiro.

## Toponimia
El topónimo “Puebla” (en gallego Pobra) hace referencia a la carta puebla otorgada por el rey Sancho IV de Castilla a finales del siglo XIII, cuando comienza a conocerse como Puebla del Brollón o Puebla de San Pedro. 
Oficialmente se llamó Puebla del Brollón hasta 1994. La Ley de Normalización Lingüística aprobada por el Parlamento Gallego en 1983 cambió su denominación oficial al gallego A Pobra de Brollón. En 1999 el nombre volvió a ser modificado, adoptándose la denominación actual, A Pobra do Brollón.

## Símbolos
Escudo

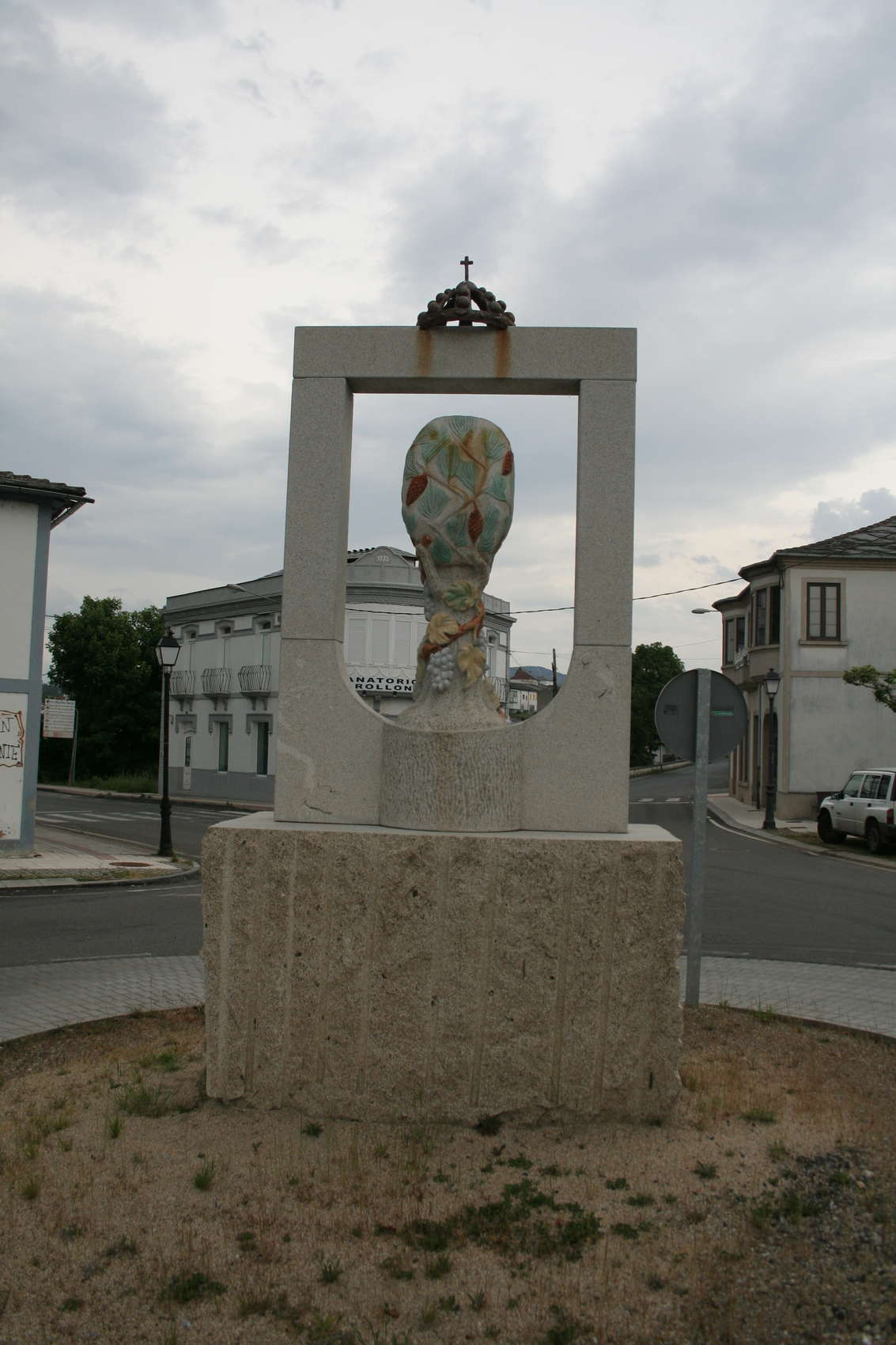
Monumento al escudo de Puebla del Brollón, que se encuentra en la única rotonda del municipio.

El escudo de armas de Puebla del Brollón fue aprobado tras el preceptivo informe del Consejo Heráldico de Galicia, por el Gobierno autonómico según Decreto 269/2001, de 20 de septiembre de 2001, organizado del siguiente modo:

De oro, un pino de sinople, fruitado y terrasado de lo mismo, con una cepa de vid, también de sinople, enroscada a su tronco y frutada de gules. Al timbre, corona real cerrada.
Decreto 269/2001, de 20 de septiembre, de la Xunta de Galicia

Bandera
Fue aprobada por la Junta de Galicia el 4 de marzo de 2005. La descripción textual de la bandera es la siguiente:

Partida de amarillo al asta, con el pino de verde y la vid enroscada en el mismo, frutada de rojo y de verde al batiente.
Decreto 46/2005, de 20 de septiembre, de la Xunta de Galicia

## Geografía

### Localización
El municipio de Puebla del Brollón tiene una superficie de 176,71 km² y está integrado en la comarca de Tierra de Lemos, situándose a 63 kilómetros de la capital provincial, Lugo. El término municipal está atravesado por la carretera N-120 entre los pK 505 y 513, que lo conecta con Monforte de Lemos y Orense hacia el oeste, y con Ponferrada hacia el este. También lo cruzan las carreteras provinciales LU-652, que conecta con Bóveda, y LU-653, que permite la comunicación con Hospital, en el municipio de Incio.
El término municipal limita con los municipios de:
| Noroeste: Bóveda            | Norte: Incio      | Nordeste: Samos         |
| Oeste: Monforte de Lemos    |                   | Este: Folgoso de Caurel |
| Suroeste: Monforte de Lemos | Sur: Ribas de Sil | Sureste: Quiroga        |

### Orografía
El municipio se encuentra ubicado entre el valle de Lemos y la sierra del Caurel. El relieve se caracteriza por su topografía montañosa, de fuertes elevaciones que van descendiendo de este a oeste. Destacan montes como el Alto da Veneira (1164 metros), el Alto da Serra (1141 metros), O Petón (958 metros), A Mioteira (872 metros), O Home Grande (824 metros) y el Alto do Feal (762 metros). Al sur del municipio destacan A Salgueiriña (762 metros) y la Serra da Auga Levada (887 metros), mientras que el pico Moncai (531 m) se eleva en el límite con el municipio de Monforte de Lemos. El cañón del Sil, que hace de límite con Ribas de Sil, constituye un valle muy profundo y estrecho, con grandes desniveles. 
La altitud del municipio oscila entre los 1250 metros en la sierra del Caurel y los 230 metros en la Ribeira de Val de Frades, a orillas del río Sil. La capitalidad municipal se alza a 387 metros sobre el nivel del mar.

### Hidrografía

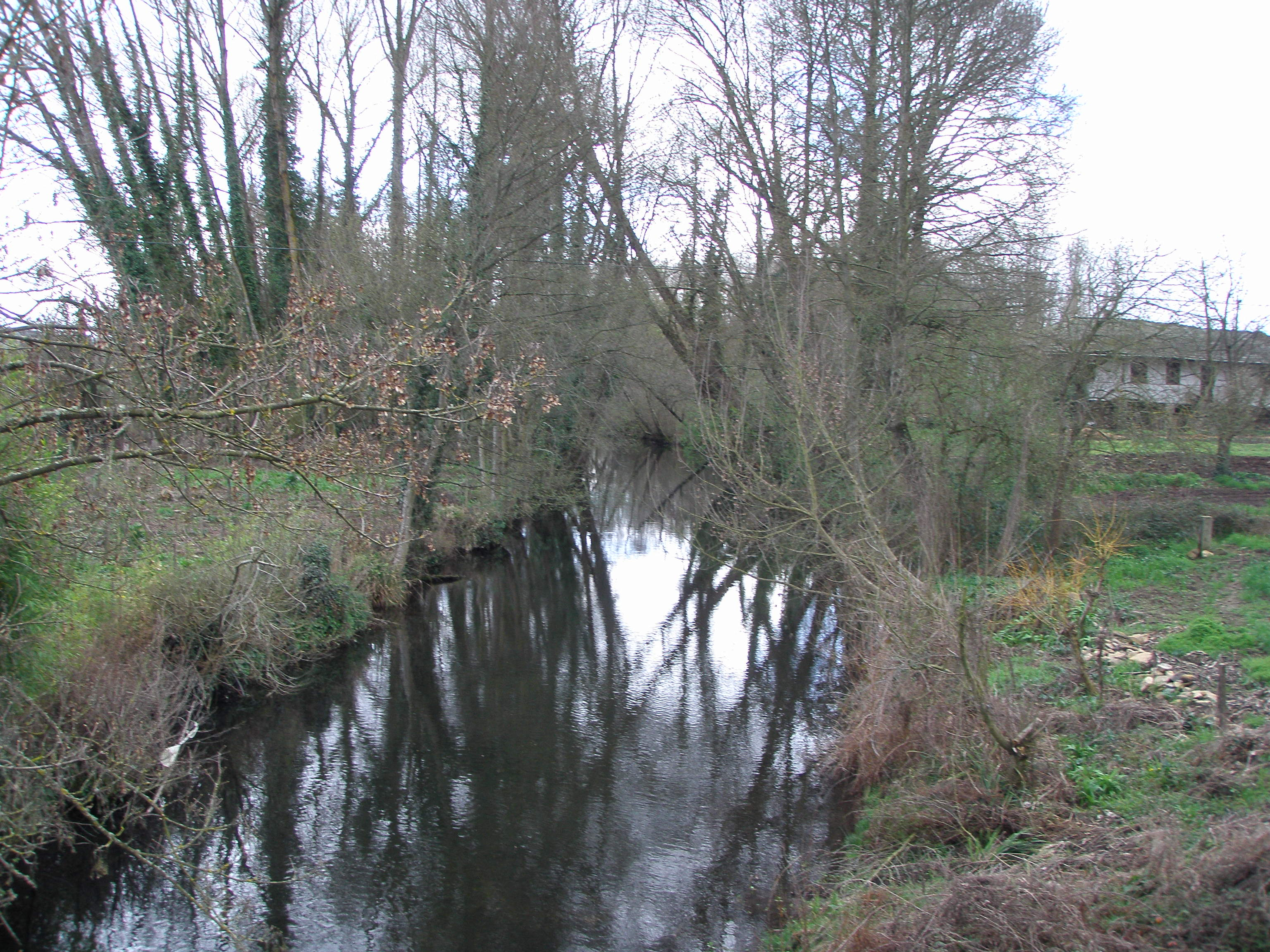
El río Cabe a su paso por la parroquia de Santalla de Rey.

La red hidrográfica del municipio pertenece a la cuenca del río Sil, que hace de frontera física por el sur en un pequeño tramo, separando al municipio de Ribas de Sil. Las cuencas de dos de sus afluentes, el Cabe y el Lor, drenan todo el territorio.
El río más importante es el Cabe, que atraviesa el municipio en dirección noreste-suroeste, pasando por Biduedo, Pacios de Veiga, Veiga, Santalla de Rey, Eixón y Fornelas. Su cuenca drena la parte occidental y central del municipio. Sus principales afluentes son el Saa y el Picarrexo.
El río Saa también atraviesa el municipio en dirección noreste-suroeste para desembocar en el Cabe a la altura de Fornelas, a los pies del Moncai. En su recorrido pasa por la capital municipal, donde recibe las aguas de su principal afluente, el Rubín. Otros afluentes son el río Lebrón y el riachuelo de As Lamelas.
El río Lor hace de frontera física con el municipio de Quiroga por el este en un tramo de su recorrido y pasa por Barxa de Lor. Su cuenca drena la parte más oriental del municipio. Su principal afluente es el Loureiro-Mazo.
En las tierras que rodean al río Sil, en el sur del municipio, se forma una pequeña ribera. El riachuelo de Trasmonte es el único que desemboca en el Sil dentro de los límites del municipio.

### Clima
El clima, en la zona occidental, es oceánico continental, y hacia el este, oceánico de montaña, fruto de una mayor altitud. En la parte occidental, las temperaturas son suaves, con inviernos fríos, abundantes heladas, y veranos calurosos. El área situada dentro del dominio climático de la montaña tiene unas temperaturas medias en torno a los 11 °C, con amplias amplitudes que van de los 12 a los 15 °C. Por lo que se refiere a las precipitaciones también varían según correspondan al sector oriental (1500 m/anuales) o al occidental (1000 mm/anuales). Los meses de máximos pluviométricos son los que van de noviembre a marzo y, los mínimos corresponden a julio y agosto (25 mm).

### Ecología
Las especies vegetales más importantes son el pino, el castaño, el roble y el chopo, además de arbustos como el tojo, la zarza y la retama. En los ríos predomina la vegetación de ribera, con fresnos, alisos o avellanos, entre otras especies.

## Organización territorial
El municipio está formado por ciento cuarenta entidades de población distribuidas en veintidós parroquias:
- Barxa de Lor (Santa Mariña)
- Brence[11] (San Xoán)[13][12]
- Canedo (San Miguel)
- Castroncelos (Santiago)
- Castrosante (Santa Mariña)
- Cereixa (San Pedro)
- Eixón (San Xurxo)
- Ferreiros (San Salvador)
- Ferreirúa[11] (San Martiño)[14]
- Fornelas (Santa Comba)
- Lamaiglesia[11] (San Pedro)[12]
- Liñares (San Cosme)
- Óutara (Santa María)
- Parada dos Montes (Santa Inés)[15][12]
- Pinel (Santa María)
- Pino[11] (Santa María)[16][12]
- Puebla del Brollón[11] (San Pedro)[17]
- Saá[11] (Santa María)
- Salcedo (San Xoán)
- Santalla de Rey (Santalla)[18]
- Veiga (San Xián)
- Vilachá (San Mamede)

## Historia

### Prehistoria y Edad Antigua
En el término municipal se conservan en varias zonas túmulos megalíticos, propios de la cultura castreña, que ponen de manifiesto la existencia de asentamientos en la zona en la época prehistórica. Se hallan repartidos por todo el municipio: A Roda do Castro, O Castelo y As Mámoas do Chao, en Salcedo; el castro de Santa Mariña, en Castrosante; el castro de Montecelo, en Castroncelos; A Roda do Castro, en Abrence; el castro do Xunqueiro, en Óutara; el castro de Montecelo, en Fornelas; el Castro de Tras da Roda, en Lamaiglesia; el castro de Pino; el castro de Barxa; y el castro de San Lourenzo o Alende, en Cereixa, que está siendo excavado desde 2016.
Así mismo, su principal río, el Cabe, conocido como Chalibes en esa época, era ya conocido por sus propiedades ferruginosas y muy apreciado a la hora de templar las espadas de los guerreros célticos, que acudían de muchos lugares con ese fin.

### Edad Media
A partir del siglo IX, en documentos de donaciones y fueros de monasterios como los de San Vicente del Pino, Samos, Ferreira de Pantón, Meira, Osera, Montederramo ou Celanova, empiezan a ser citadas los iglesias y localidades de los tierras de Brollón. Lugares como Barxa de Lor, Brollón, Canedo, Castrosante, Cereixa, Domiz, Ferreiros, Ferreirúa, Lamaiglesia, Liñares, Martul, Saa o Salcedo ya aparecen en esos documentos, lo que hace suponer que estaban poblados desde mucho antes, posiblemente desde las repoblaciones del obispo Odoario y su familia, en el siglo VIII. 
Hubo en la zona dos monasterios, en Vilachá y Ferreiros, que duraron poco. Los habitantes de la zona se dedicaban al cultivo del centeno, viñedos y la horticultura. Criaban ovejas, cabras, gallinas y conejos. La mayoría del terreno era monte. En aldeas como Ferreiros y Ferreirúa, como así indica su nombre, había herreros, mineros y carboneros dedicados a la fabricación de herraduras, clavos y alguna herramienta para el campo.
La inseguridad social fue abundante durante estos tiempos, como lo demuestra la existencia de torres y recintos de vigilancia, de los que solo queda el nombre: Castrobón, en Ferreirúa;  Castrelado Pequeño, en Liñares, y Castrelín, en Parada dos Montes.
Brollón tuvo una jurisdicción que comprendía los lugares de Cereixa, Froxende, Parada dos Montes, Pol de Lemos, Valverde, Raíña, Salcedo y Vales, además de los tierras pertenecientes al Monasterio de San Vicente del Pino en Monforte de Lemos. 
Sin embargo, según una investigación reciente realizada por la escritora Olga Novo, hay indicios que apuntan a que la antigua villa se encontraba en la actual Santalla de Rey. Esta villa fue quemada y destruida por motivos desconocidos, probablemente enmarcados en luchas por la sucesión al trono de Castilla en la Edad Media, y trasladada al emplazamiento actual de la villa de Puebla del Brollón, conocido entonces como San Pedro de Entrambasaugas. A finales del siglo XIII, ya empieza a aparecer en los documentos el nombre de la nueva villa: Puebla del Brollón o Puebla de San Pedro. El rey Sancho IV de Castilla otorgó el documento fundacional del lugar, la carta puebla, y su heredero Fernando IV de León y Castilla lo ratificó. Este documento contenía el reparto de tierras, deberes y derechos que se les concedía a los pobladores de Puebla del Brollón y de sus doce aldeas; y un derecho muy importante, como era depender directamente del propio rey. La repoblación propiciada por la citada carta puebla fue un éxito demográfico y económico, como se demuestra por las rentas anuales que tenían que pagar, y que a partir de entonces Puebla del Brollón apareciera en documentaciones y mapas. A este desarrollo económico no debió ser ajena su situación estratégica en el obligado paso de gentes y mercancías que querían entrar o salir de Galicia por el camino natural del valle del río Sil. La presencia de las órdenes Hospitalarias y de Santiago en las Tierras del  Brollón así lo confirman.
Más adelante Puebla estuvo bajo la jurisdicción de la casa de Lemos. El 30 de julio de 1477 el rey Fernando el Católico cede a Pedro Álvarez Osorio, primer conde de Lemos, todos los derechos y rentas (ascendían a más de 20.000 maravedís) que la corona tenía en Puebla del Brollón, poniendo punto final a los conflictos que la nobleza tenía por la posesión de los tierras del Brollón desde el 23 de agosto de 1424, cuando Fadrique, señor de Monforte, se las había anexionado.
La independencia que aquellas tierras habían tenido respecto de la nobleza y la iglesia motivó la participación de María Castaña, natural del Coto de Cereixa, en los sublevaciones del pueblo lucense contra los abusos del obispo de Lugo hacia 1382, así como la sublevación de toda Puebla del Brollón en la Revuelta de los Guímaros. Esta última es produjo en el siglo XV cuando los habitantes del Brollón se niegan a pagar los tributos al conde de Lemos.

### Edad Moderna

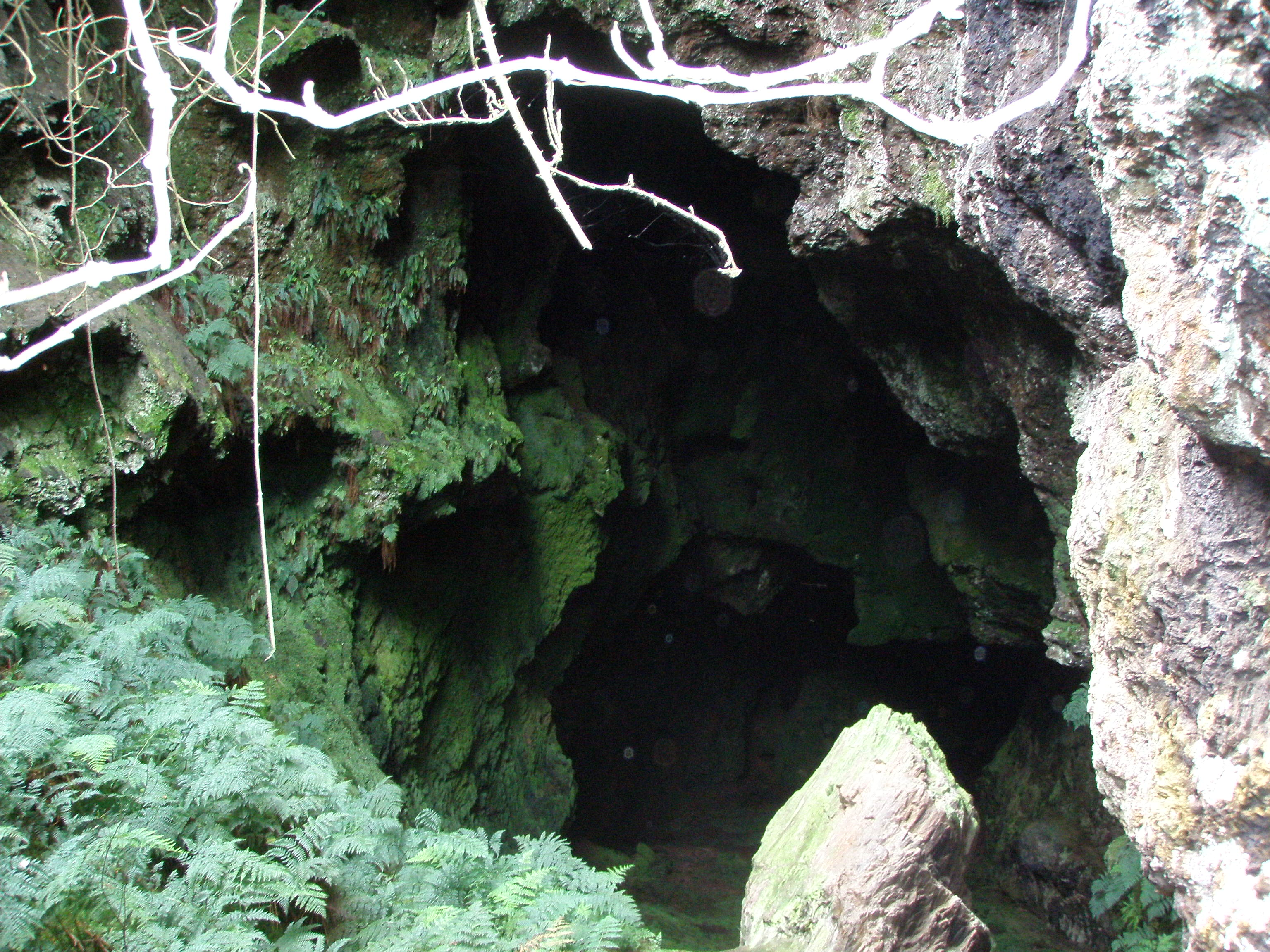
Acceso principal a la Cueva de las Chovas, cerca de Biduedo, en el norte del término municipal.

A partir del siglo XV, a pesar de las reformas de la administración propiciadas por los Reyes Católicos y sus descendientes como soberanos de todo el Estado, las tierras de Brollón continuaron vinculadas a la Casa de Lemos, hasta las reformas administrativas del siglo XIX. Su economía se centraba en la agricultura (centeno y vino), ganadería y la explotación de las minas de hierro, principalmente la cueva de las Chovas y Veneira de Roques (que llegó a tener 37 mineros) que abastecían de mineral a todas las herrerías del contorno, incluidas las tres del municipio, en Biduedo, Barxa de Lor y Loureiro.
La llegada del maíz y la patata a finales del siglo XVIII contribuyó al gran crecimiento demográfico, lo que obligó a poner en explotación tierras vacías hasta entonces y la construcción de nuevas villas. A finales del siglo XIX, las viñas sufrieron la peste de la  filoxera que obligó a abandonar su cultivo hasta bien entrado el siglo XX.

### Edad Contemporánea
Durante el siglo XIX el municipio empieza a adquirir servicios y a desarrollarse. En 1850 se construye la carretera que une Lugo y Valdeorras pasando por Puebla. En 1883 el rey Alfonso XII inaugura la línea de ferrocarril entre Madrid y La Coruña, que pasa por el municipio. En las afueras de Puebla se construye una estación, que aún funciona actualmente y que da nombre al núcleo que creció a su alrededor, A Estación.
A principios del siglo XX aumentó notablemente la población, con 7992 habitantes en 1900 y llegando a los 8116 en 1950. No obstante, durante la segunda mitad de siglo, la emigración de las décadas de 1960 y 1970 y el envejecimiento de sus habitantes se han traducido en una disminución paulatina de la población, que ya se sitúa por debajo de los 2.000 habitanes.
Desde las últimas décadas del siglo pasado hasta la actualidad ha ido mejorando la calidad de vida en las parroquias rurales del municipio y también en la villa de Puebla, que cuenta con la mayoría de servicios básicos. En los últimos años se han puesto en servicio un punto limpio de reciclaje y un centro para mayores, entre otros.
También está prevista una mejora en las infraestructuras de la zona, que permitirán acercar a Puebla a las principales ciudades de su entorno. Actualmente está en proyecto la autovía A-76, que unirá Ponferrada y Orense, siguiendo el trazado de la actual carretera N-120.

## Geografía humana

### Demografía
Cuenta con una población de 1619 habitantes (INE 2024).
| Gráfica de evolución demográfica de A Pobra do Brollón entre 1842 y 2021 |
| |
| Población de derecho según los censos de población del INE Población de hecho según los censos de población del INEEn estos censos se denominaba Puebla del Brollón: 1842, 1857, 1860, 1877, 1887, 1897, 1900, 1910, 1920, 1930, 1940, 1950, 1960, 1970, 1981 y 1991 |

El municipio cumple con las características de la Galicia rural. La población es regresiva, con crecimiento natural negativo y con una estructura por edades muy envejecida. 
Evolución demográfica
Desde mediados del siglo XX, la población no cesó en su regresión (en 1900 tenía 7992 habitantes y en 2000, 2557); una pérdida debida en su mayor parte a los efectos de la emigración, sobre todo en la década de 1950 a 1960 (en 1950 tenía 8116 habitantes, en 1960 tan solo 5444). 
En las últimas décadas la regresión también se debe a la baja natalidad y la alta mortalidad. En 2007 la tasa de natalidad era de 3,1 y la de mortalidad de 16,7. El resultado de todo esto es una pirámide de población con base muy estrecha y ensanchada en sus brazos superiores: un 5% de la población tiene menos de 16 años, un 50% lo forman las edades comprendidas entre los 16 y los 65, mientras que el 45% supera los 65. Estos datos hacen que sea el quinto municipio más envejecido de España.
Distribución de la población
La población se encuentra muy diseminada en las 22 parroquias que forman el municipio, que aglutinan un total de 118 entidades de población. La mayor parte de los habitantes se concentra en el sector occidental, mientras que la parte oriental está prácticamente despoblada debido a la terreno montañoso y de difícil acceso.
La capital municipal, la villa de Puebla del Brollón, solo concentraba en 2022 el 16 % de la población total del municipio, con 241 habitantes de un total de 1.551. Los lugares más poblados tras la capital eran Salcedo (113 hab.), A Estación (109 hab.) y Piño (76 hab.). Siete lugares se encontraban despoblados.

### Transportes
Puebla del Brollón es un municipio bien comunicado, si bien es cierto que su zona oriental es más inaccesible debido a su terreno montañoso. Está situado por carretera a 14 km de Monforte de Lemos, a 58 km de Orense, a 65 km de Lugo, a 135 km de Santiago de Compostela, a 153 km de Vigo y a 159 km de La Coruña. 

#### Carreteras
En total el municipio tiene una red de carreteras asfaltadas de casi 200 km. Entre las carreteras destaca la N-120, que une el municipio con Monforte de Lemos y Orense hacia el oeste y con Quiroga y Ponferrada hacia el este, y pasa 2 km al sur de la capital municipal, junto al lugar de A Estación. Está previsto que en un futuro se construya la autovía A-76 siguiendo el mismo recorrido. 
A la altura de la localidad de A Estación, de la N-120 parte un ramal que conecta con la LU-652, que llega a Bóveda donde enlaza con el corredor CG-2.2 que une Monforte con Sarria y Lugo. Paralela a la N-120, se encuentra la carretera autonómica LU-933 que une el municipio con Monforte y Quiroga. También hay otra carretera local, la LU-653, que une el municipio con O Hospital, en el vecino municipio de O Incio, con el que limita por el norte. 
Además, un total de 13 carreteras secundarias pertenecientes a la Diputación de Lugo vertebran el municipio. Finalmente, hay que añadir la red de carreteras de titularidad municipal, que llegan a todos los lugares y parroquias del municipio.
| Carreteras estatales y autonómicas | Carreteras estatales y autonómicas                                                             |
| Denominación                       | Itinerario                                                                                     |
| ---------------------------------- | ---------------------------------------------------------------------------------------------- |
| N-120                              | Vigo - A-52 Orense - Monforte de Lemos - A Estación - A-6 Ponferrada - León - Burgos - Logroño |
| LU-652                             | Bóveda - CG-2.2 - Cereixa - N-120 - A Estación LU-933                                          |
| LU-653                             | A Estación - Puebla del Brollón - Incio                                                        |
| LU-933                             | Monforte - LU-652 A Estación - Quiroga                                                         |
| Carreteras provinciales            |                                                                                                |
| Denominación                       | Itinerario                                                                                     |
| LU-P-4701                          | Puebla del Brollón - Lamaiglesia - Salcedo - Parada dos Montes - Folgoso de Caurel             |
| LU-P-4702                          | Vilachá - Liñares - Pinel - A Estación                                                         |
| LU-P-4703                          | LU-652 - Piño - Santalla de Rei - Veiga - LU-653                                               |
| LU-P-4704                          | LU-653 - A Ferreirúa                                                                           |
| LU-P-4705                          | LU-P-4713 - Nogueiras - Cereixa                                                                |
| LU-P-4706                          | Pacios de Veiga - Canedo - Óutara - A Cruz do Incio                                            |
| LU-P-4707                          | Puebla del Brollón - Saa - A Veneira de Roques                                                 |
| LU-P-4708                          | LU-652 - Eixón - LU-P-4703                                                                     |
| LU-P-4709                          | Puebla del Brollón - Castroncelos - LU-P-4710                                                  |
| LU-P-4710                          | LU-P-4701 - Salcedo - A Estación                                                               |
| LU-P-4711                          | Piño - Pacios de Veiga                                                                         |
| LU-P-4712                          | Canedo - Freituxe                                                                              |
| LU-P-4713                          | Puebla del Brollón - LU-652                                                                    |

#### Ferrocarril

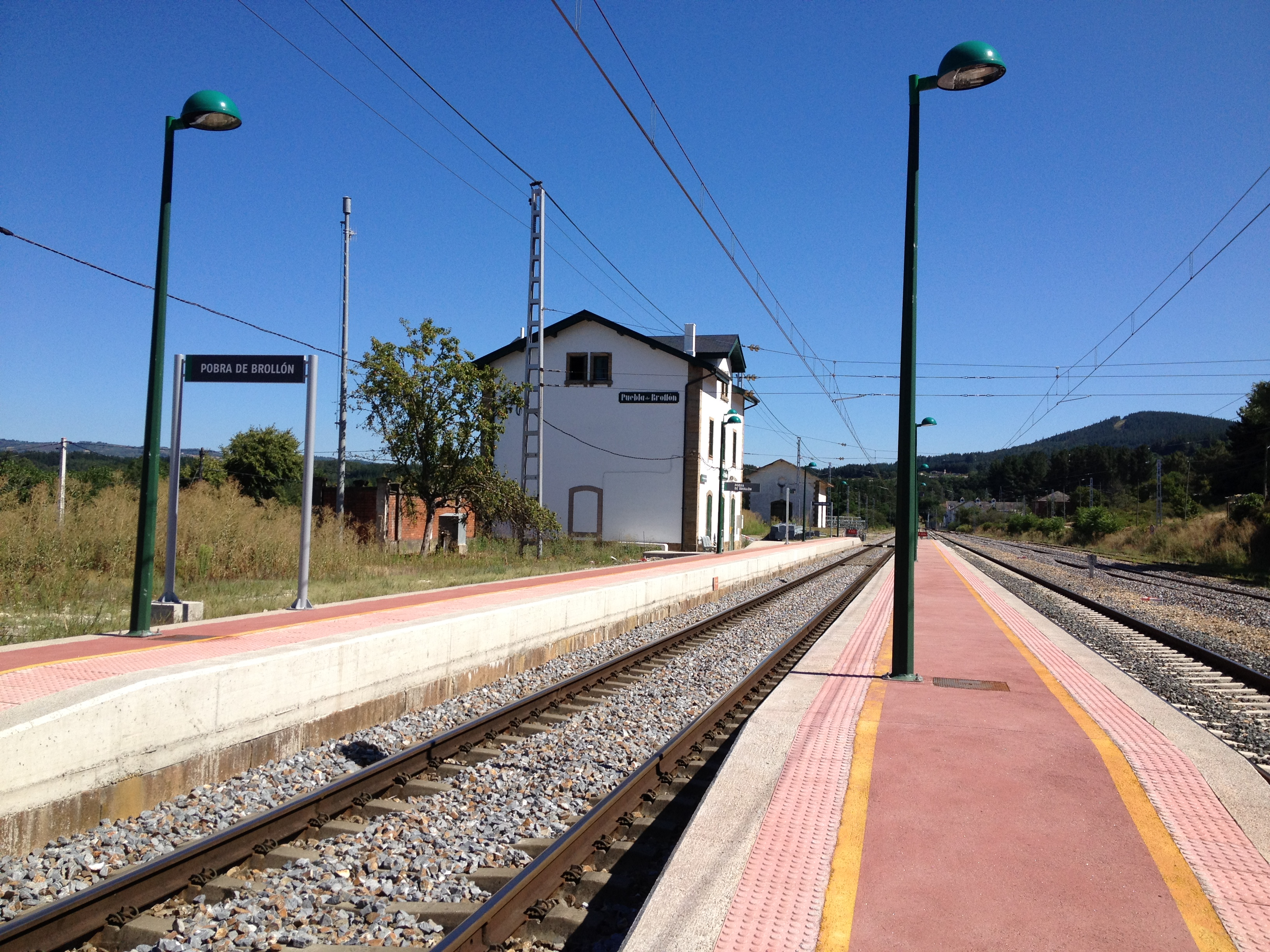
Estación de Puebla de Brollón

También cruza el municipio la línea ferroviaria León-La Coruña que cuenta con una estación en el municipio. La estación de Puebla de Brollón, muy utilizada en el siglo XX, se encuentra en la localidad de A Estación, que se formó y creció con la llegada del ferrocarril. 
Actualmente solo para en ella un tren de Media Distancia procedente de Vigo y con destino Ponferrada, que circula diariamente y pasa por otras localidades importantes como Orense, Monforte de Lemos y El Barco de Valdeorras. Sin embargo, no existe parada de ningún tren en sentido contrario.
No obstante, la estación de Monforte de Lemos, situada a 10 km de la de Puebla del Brollón, dispone de servicios de larga distancia a las principales ciudades de España y una mayor oferta de servicios de Media Distancia.

### Economía
El sistema económico se fundamenta en el sector primario, que se complementa con un terciario poco especializado. Entre ambos ocupan al 90% de la población activa. 
El número de explotaciones agrarias por km², es de 6,3. Las explotaciones son de tipo minifundista. La agricultura tiene una gama de cultivos reducida: patatas, maíz y centeno (en retroceso), junto a la explotación de árboles frutales (castaño). La agricultura está enfocada al mantenimiento de la cabaña ganadera, que es la que reporta un mayor beneficio al agricultor, tanto por las ventas cómo por la leche. Es evidente el predominio de la cabaña bovina sobre la porcina y la ovina. El aprovechamiento forestal es otro de los recursos de la zona, además del cultivo de la vid en Vilachá, dentro de la Denominación de Origen Ribeira Sacra, subzona de Amandi.
El nivel de industrialización es prácticamente nulo, y solamente existen actividades del plano artesanal y autónomo. En los últimos años, el sector textil evolucionó bastante. 
El sector terciario, escaso, se encuentra centrado en la capital municipal. Funcionalmente, este municipio depende de Monforte de Lemos tanto para servicios públicos cómo privados. Esta particularidad explicaría la ruralidad patente del municipio, pues ningún núcleo puede considerarse urbano. 
Las ferias que se celebran son:
- Feria de Puebla del Brollón, los días 11 y 25 de cada mes;
- Feria de A Estación, el día 2 de cada mes;
- Feria del Vino en Vilachá, el primer o segundo fin de semana de mayo.

## Administración y política

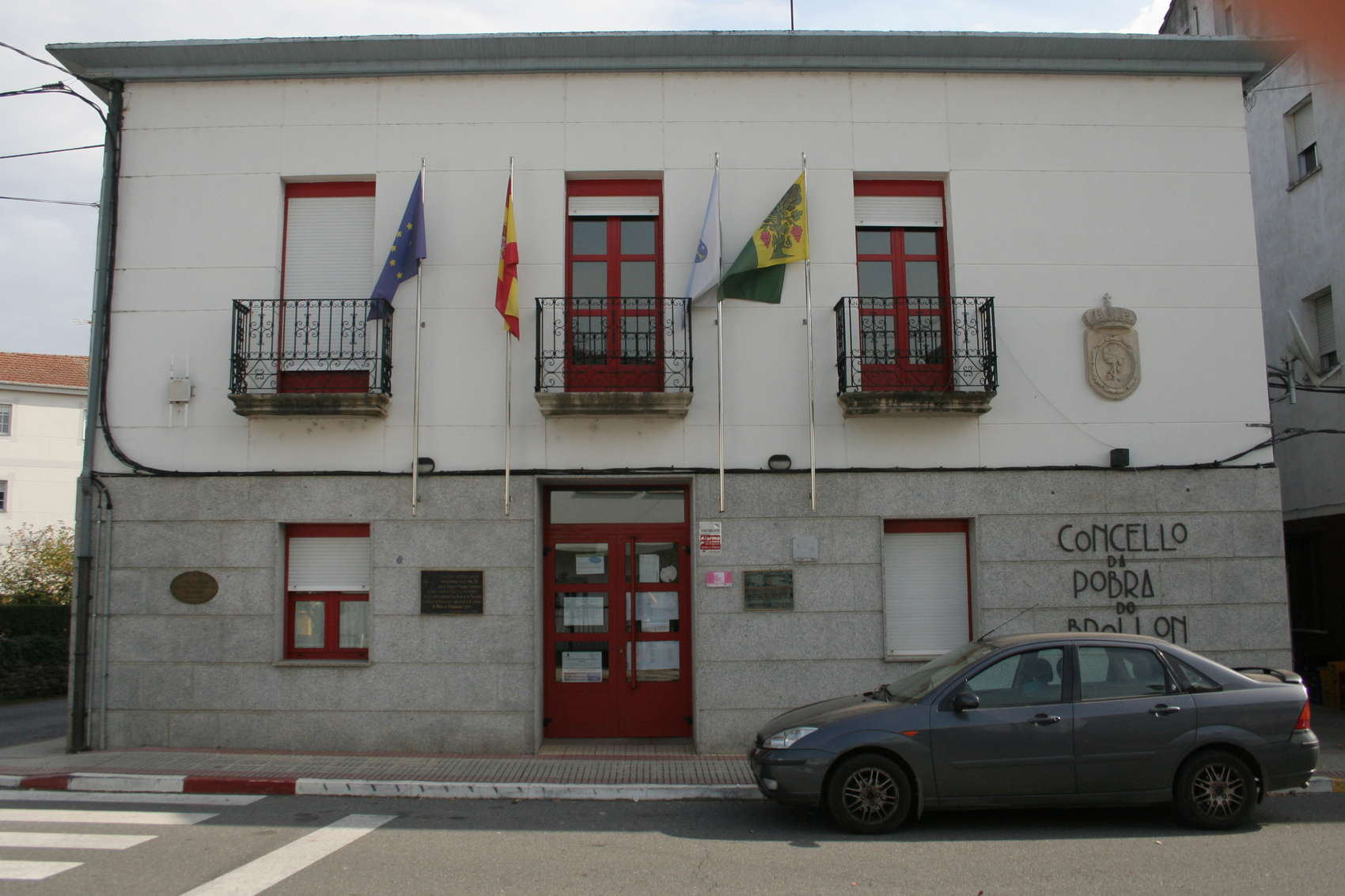
Fachada del Ayuntamiento, situado en la avenida de Galicia de la villa de Puebla del Brollón

El ayuntamiento de Puebla del Brollón está gobernado por el Bloque Nacionalista Galego, que fue el partido más votado en las elecciones municipales de 2023. El alcalde es José Luis Maceda Vilariño, que accedió al cargo en 2007 y lo revalidó en las cuatro legislaturas siguientes. Gobierna con mayoría absoluta desde 2015.
Históricamente, varios partidos han pasado por la alcaldía de Puebla del Brollón. Todos los alcaldes han agotado las legislaturas, excepto José Antonio Vázquez Calviño, que falleció en 1990 cuando era alcalde, y Manuel Casanova Pérez, que dimitió tras ser condenado por malversación junto a su predecesor Antonio Arias Armesto. Fueron condenados a cuatro años y medio y a cinco años de cárcel, respectivamente, por apropiarse de 53 189,67 euros de subvenciones concedidas por la Diputación de Lugo.
| Periodo   | Nombre                                             | Partido        |
| --------- | -------------------------------------------------- | -------------- |
| 1979-1983 | Gorgonio Maceda Torres                             | UCD            |
| 1983-1987 | José Antonio Vázquez Calviño                       | Independientes |
| 1987-1991 | José Antonio Vázquez Calviño Antonio Arias Armesto | AP             |
| 1991-1995 | Antonio Arias Armesto                              | PPdeG          |
| 1995-1999 | Antonio Arias Armesto                              | PPdeG          |
| 1999-2003 | Manuel Casanova Pérez                              | PPdeG          |
| 2003-2007 | Manuel Casanova Pérez David López Goyanes          | PPdeG          |
| 2007-2011 | José Luis Maceda Vilariño                          | BNG            |
| 2011-2015 | José Luis Maceda Vilariño                          | BNG            |
| 2015-2019 | José Luis Maceda Vilariño                          | BNG            |
| 2019-2023 | José Luis Maceda Vilariño                          | BNG            |
| 2023-act. | José Luis Maceda Vilariño                          | BNG            |

### Elecciones municipales
| Resultados de las elecciones municipales en Puebla del Brollón |      |      |      |      |      |      |      |      |      |      |      |      |
| Partido                                                        | 1979 | 1983 | 1987 | 1991 | 1995 | 1999 | 2003 | 2007 | 2011 | 2015 | 2019 | 2023 |
| BNG                                                            |      |      |      |      | 1    |      |      | 3    | 4    | 5    | 6    | 5    |
| PSdeG-PSOE                                                     |      | 1    | 1    | 2    | 3    | 2    | 2    | 3    | 2    | 2    | 2    | 2    |
| CD / CP / AP / PPdeG                                           | 2    | 2    | 9    | 6    | 7    | 7    | 8    | 5    | 2    | 2    | 1    | 2    |
| Independientes                                                 | 4    | 8    |      | 2    |      |      |      |      | 3    |      |      |      |
| IG                                                             |      |      |      |      |      |      | 1    |      |      |      |      |      |
| DG                                                             |      |      |      |      |      | 2    |      |      |      |      |      |      |
| CPG / CNG                                                      |      |      | 1    | 1    |      |      |      |      |      |      |      |      |
| UCD                                                            | 5    |      |      |      |      |      |      |      |      |      |      |      |
| Total                                                          | 11   | 11   | 11   | 11   | 11   | 11   | 11   | 11   | 11   | 9    | 9    | 9    |

## Servicios públicos

### Educación
Puebla del Brollón cuenta con un colegio de educación infantil y primaria, el CEIP Puebla del Brollón, gestionado por la Consejería de Educación, Cultura y Ordenación Universitaria de la Junta de Galicia. El municipio no dispone de instituto y sus habitantes deben desplazarse a la capital comarcal, Monforte de Lemos.
En el mismo edificio que aloja el colegio, está la sede de la escuela municipal de música y danza, que oferta clases de acordeón, piano, percusión tradicional, gaita o baile tradicional, entre otras disciplinas.
En A Ferreirúa hay una escuela hogar, el colegio Cristo Rey, fundado por la entidad religiosa Obreras de Jesús en 1960. Está alojada en la Casa Grande de Marcón y funciona como centro de protección de menores.

### Sanidad

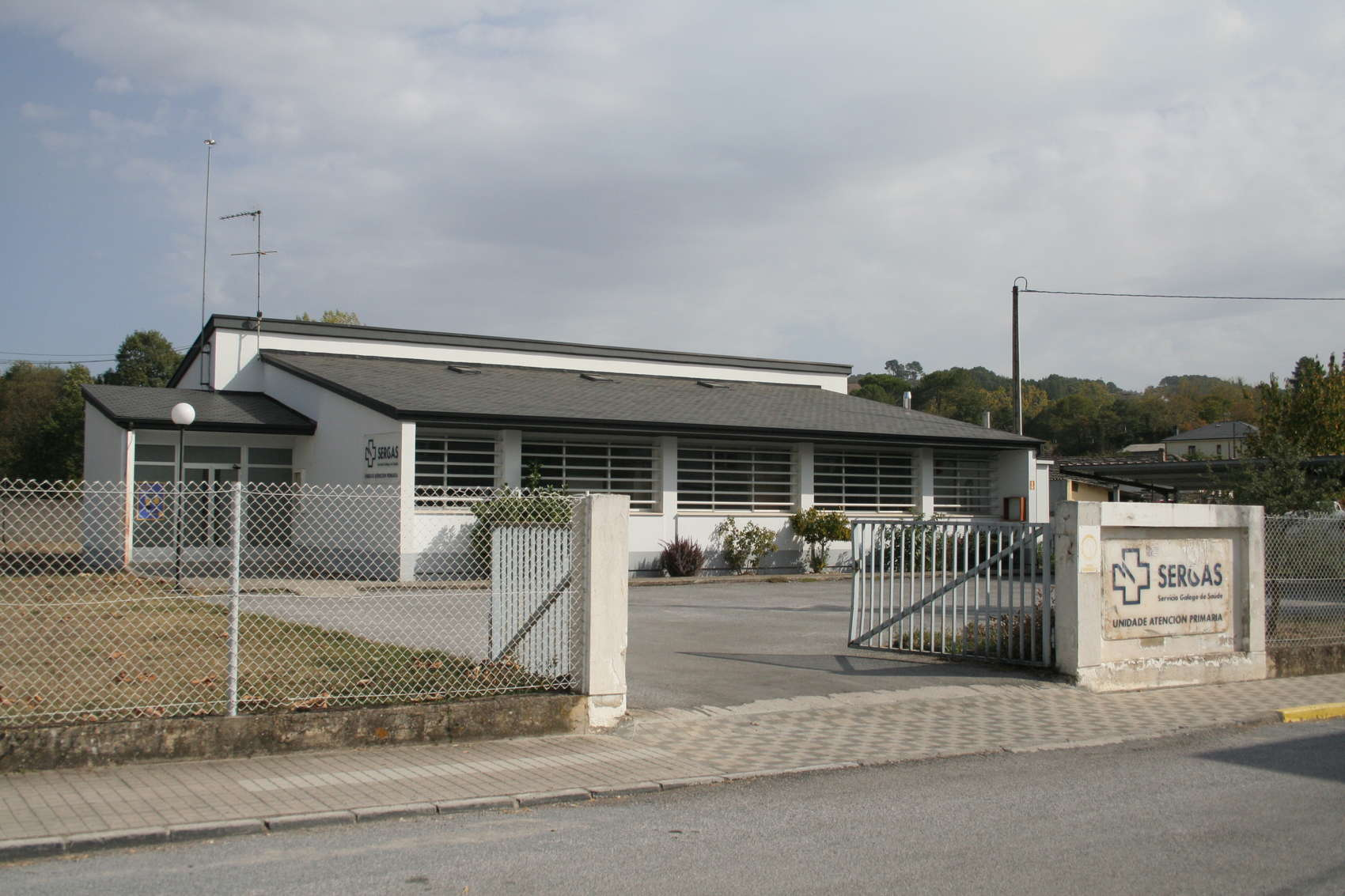
Centro de salud

En sanidad pública, Puebla del Brollón cuenta con un centro de salud, gestionado por el Servicio Gallego de Salud (SERGAS). En sanidad privada, el municipio tiene una clínica dental. Además, en el municipio hay una farmacia. Todos estos servicios se encuentran en la capital municipal.

### Seguridad
El municipio cuenta con un cuartel de la Guardia Civil, actualmente fuera de servicio, y Protección Civil, ambos situados en la avenida de Galicia de la capital municipal.

## Lugares de interés

### Patrimonio natural
Una de las mayores riquezas del municipio son sus espacios naturales: el valle del Cabe y del Lor constituyen privilegiados parajes que invitan a ser recorridos. Otra de los parajes que merece ser visitado es la ribera del Sil en la parroquia de Vilachá, donde se encuentra un conjunto de bodegas tradicionales. En este caso, a las curiosidades etnográficas se le une la posibilidad de degustar el vino de la zona. Ya lindando con la sierra del Caurel, se encuentra Parada dos Montes, núcleo lleno de curiosidades: los tejados de las construcciones están unidos y superpuestos para poder circular los días de invierno cuando las nevadas aislaban el lugar, y para protegerlo de los ataques de los lobos. Una vez más, la arquitectura tradicional se adapta al medio físico.

#### Rutas
Nota: las rutas siguientes, aunque algunas tienen señalización, no están reconocidas como rutas senderistas homologadas por la Federación Gallega de Montañismo (datos públicos a septiembre de 2009).

- Ruta de los Cuatro Caballeros: ruta que lleva a través de la sierra de A Trapa hasta la Mesa de los Cuatro Caballeros, situada a más de 1200 m. de altitud en el límite entre los ayuntamientos de Puebla del Brollón, Incio, Samos y Folgoso de Caurel, donde antiguamente se reunían los alcaldes de estas cuatro localidades.

- Ruta Sur del Camino de Santiago: ruta poco conocida de esta popular peregrinación, que transcurre por el ayuntamiento pasando por Barxa de Lor, Puebla del Brollón y Cereixa.

- Ruta del Lor: ruta que lleva desde Barxa de Lor, donde hay un puente antiguo, hasta el lugar de Paramedela, bordeando el Lor.

- Ruta del Mazo Santigoso a Parada dos Montes: visita a estas dos aldeas con edificaciones singulares características de la Galicia montañosa. En Parada dos Montes, los tejados de las casas están unidos para evitar las nevadas y protegerse de los lobos.

- Ruta de Loureiro: ruta que lleva desde Salcedo hasta la aldea abandonada de Loureiro, en la orilla del arroyo del Mazo.

- Ruta por las aldeas del abandono: ruta entre ríos, molinos y bosques de árboles autóctonos que lleva a aldeas vacías o prácticamente deshabitadas: Teixeira, O Busto, Lebrón, Pradelas y Penadexo. Esta ruta pasa también por la capilla del San Vitoiro, donde se celebra una popular romería.

#### Sitios de interés
- Cueva de las Chovas (Cova das Choias), antigua gruta de extracción de hierro, situada cerca de Biduedo.
- Bodegas de Vilachá, construcciones centenarias de una piedra, en esta aldea dedicada a la vid.
- Museo Etnográfico del Vino, en Vilachá.
- Alcornoque de Santiorxo, este peculiar árbol centenario situado en Santiorxo, tiene más de 10 metros de perímetro.

#### Miradores

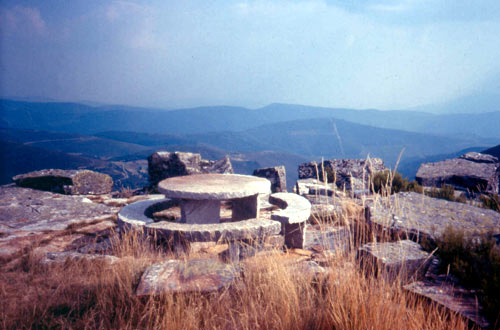
Mirador de los Cuatro Caballeros.

- A Capela: situado en Vilachá, desde donde pueden verse los Cañones del Sil.

- Cuatro Caballeros (Catro Cabaleiros): situado en Pena Redonda, en la sierra del Caurel, a más de 1200 m. de altitud, desde donde se pueden ver las sierras del Caurel y Los Ancares, y buena parte del Valle de Lemos y la Ribeira Sacra.

- Paramedela: situado en los límites con el municipio de Quiroga, puede observarse la belleza del río Lor y la sierra del Caurel.

- Os Pasos: situado cerca de la aldea de As Laceiras y de los restos de un antiguo castro, se divisan el río Lor y la sierra del Caurel.

- San Vitoiro: situado en la cima de los acantilados, sobre la capilla de San Vitoiro (a pena do santo), parroquia de Saa. Tiene acceso por la misma capilla o por la pista de Covadelas.

#### Áreas recreativas
- Samugueiros: situada en el centro de la villa de Puebla del Brollón, cuenta con un parque infantil, una pista de tenis, una piscina en el río Saa, un anfiteatro, una área de pícnic y fuentes.

- As Veigas: situada en la Mioteira, en las cercanías de A Ferreirúa, en la pista forestal que va a Monteagudo. Cuenta con una fuente y una área de pícnic.

### Arquitectura religiosa
Abundan iglesias y capillas repartidas por todo el municipio. Destaca la iglesia románica de Veiga, que se estructura con una nave rectangular y una ábside de tramo rectangular y cabecera semicircular con bóvedas de cañón y cuarto de naranja. El templo de Lamaiglesia, de 1788, posee una torre de tres cuerpos en el frontal y en el interior un retablo mayor neoclásico, otros dos neoclásicos y rococó respectivamente del siglo XVIII, un púlpito policromado, pila bautismal y dos pilas de agua bendita. La iglesia de Óutara tiene un retablo mayor popular de tipo renacentista y una imagen de Santa María del siglo XV. La iglesia de Parada dos Montes es de finales del siglo XIX pero conserva un retablo neoclásico procedente del convento de las Clarisas de Monforte de Lemos. El templo de Pinel posee un retablo mayor de estípites con tallas de interés.

#### Iglesias
- San Juan de Abrence
- Santa Marina de Barxa de Lor
- San Miguel de Canedo
- Santiago de Castroncelos

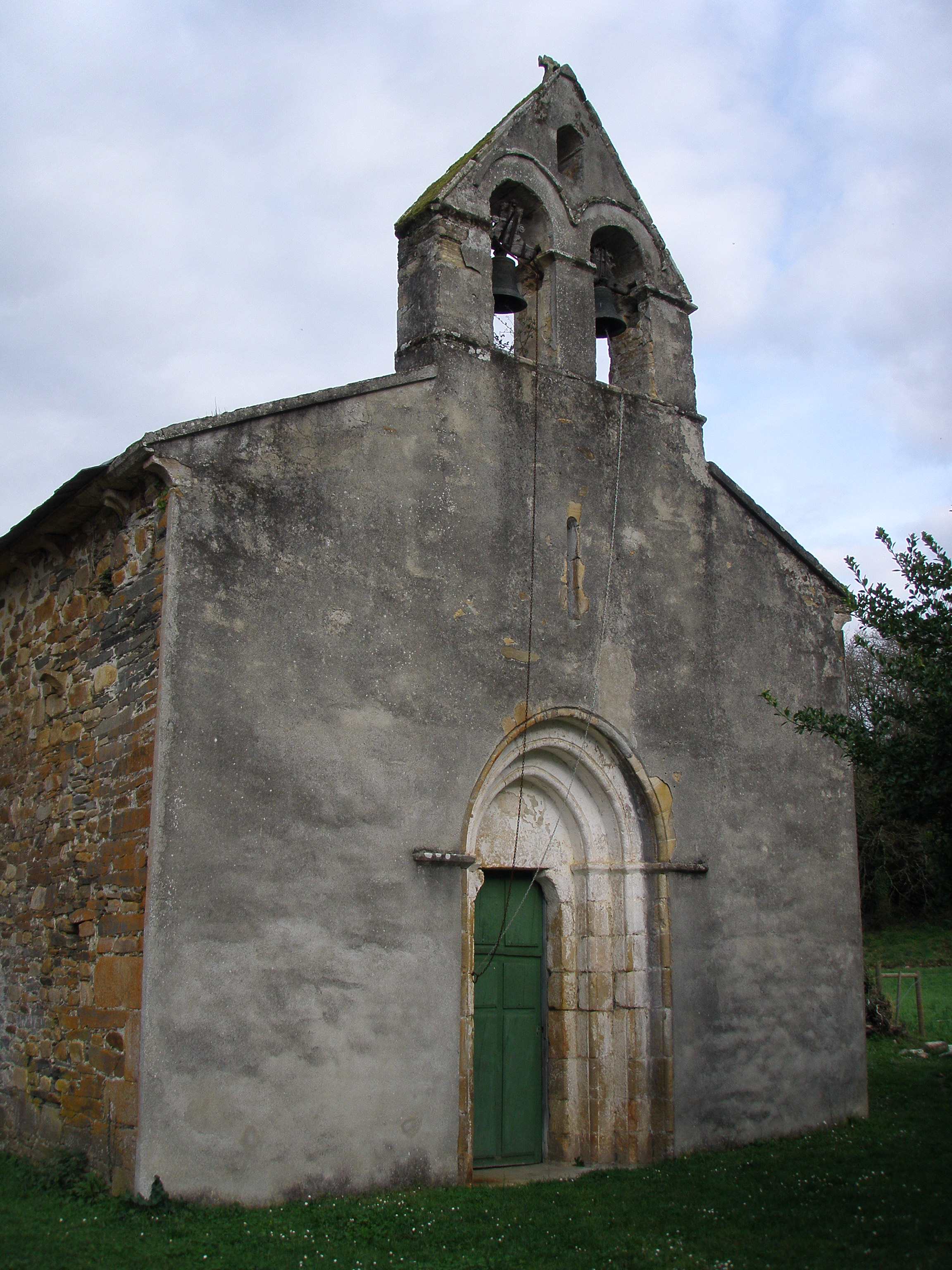
Iglesia de San Julián de Veiga

- Santa Marina de Castrosante (siglo XIX)
- San Pedro de Cereixa
- San Jorge de Eixón
- San Salvador de Ferreiros
- San Martín de Ferreirúa
- Santa Comba de Fornelas
- San Pedro de Lamaiglesia (siglo XVIII)
- San Cosme de Liñares
- Santa María de Óutara
- San Froilán de Pacios de Veiga (siglo XVIII)
- Santa Inés de Parada dos Montes (siglo XIX)
- Santa María de Pinel
- Santa María de Piño (siglo XIX)
- San Pedro de Puebla del Brollón
- Santa Eulalia de Santalla de Rey
- Santa María de Saa
- San Juan de Salcedo (siglo XVIII)
- San Julián de Veiga (siglo XII)
- San Mamede de Vilachá (siglo XVIII)

#### Capillas
- San Isidro Labrador de A Estación
- San Vitoiro
- Santa María Magdalena de A Veneira de Roques
- San Francisco de Biduedo
- San Sebastián de Río de Bois
- San Juan de Canedo
- Capilla del colegio Cristo Rey de Ferreirúa
- Piñeiros
- Ferreiría (Óutara)
- Ferreira (Parada dos Montes)
- Nogueiras (Cereixa)
- Santiorxo (Liñares)
- Corral de Gándaras (destruida)
- Loureiro (abandonada)

### Arquitectura civil
En el apartado de arquitectura civil destaca una característica específica de pueblos de montaña, como Parada dos Montes o Forgas, donde los tejados de las casas están unidos y superpuestos para poder circular los días de nevadas intensas y protegerse así mejor de la intemperie o de los ataques de lobos. La arquitectura popular tiene su principal exponente en los molinos. 
Con respeto a los pazos y casas grandes señalaremos las blasonadas: Casa de Díaz (Ferreiros) y Casa de Fontela (A Pobra do Brollón) ambas con sendas piedras de armas, y la Casa Grande de Marcón, que alberga el colegio Cristo Rey. Otras casas destacables son la Casa de Barredo (Canedo), la Casa do Mesón (Castroncelos), la Casa de Balboa (Piño), la Casa da Torre (A Ferreirúa), las Casas do Castro de Lama y da Marquesa (Barxa de Lor) y la Casa da Lama (Eixón).
Asimismo, también es digno de mención un puente de Barxa de Lor, que la tradición quiere de origen romano aunque el actual es del siglo XVI. Por él pasa el Camino de Santiago de Invierno.

### Patrimonio arqueológico
- Castro de San Lourenzo, en Alende, en la parroquia de Cereixa.
- A Roda do Castro, cerca de As Laceiras, en la parroquia de Salcedo. Es el castro mejor conservado del municipio.
- O Castelo, cerca de As Caselas, en A Pena do Castelo, en la parroquia de Salcedo. El reducido tamaño del recinto y su estratégico emplazamiento, hacen  suponer que el castro desempeñaba una función de vigilancia sobre la margen derecha del Lor. Solo quedan pequeños restos.
- Castro de Lamaiglesia, en Lamaiglesia.
- Castro do Xunqueiro, en Óutara.
- Castro de Montecelo, en Fornelas.
- A Roda do Castro, en Abrence.
- Castro de Santa Mariña, en Castrosante (destruido).
- Castro de Piño, en Piño (destruido).

## Cultura

### Fiestas y eventos
- Entroido de Salcedo

Una de las fiestas más populares del municipio es el Entroido (Carnaval) de la localidad de Salcedo. Se celebra en invierno con desfiles de disfraces, descenso de carrilanas, obras de teatro y otras actividades lúdicas.
El acto principal de esta fiesta es la salida del Oso de Salcedo, el Lunes de Carnaval. Un vecino disfrazado de oso con pieles de animal y con máscara recorre las calles de Salcedo acompañado de sus criados, asustando a los viandantes e intentando mancharles con sus patas llenas de hollín.
- Romería de San Vitoiro

La Romería de San Vitoiro se celebra anualmente el 27 de agosto, día festivo en el municipio. Tiene lugar alrededor de una pequeña capilla situada en un valle entre montañas, a unos 8 km de la capital municipal.
San Vitoiro es el patrón de siete aldeas del municipio, situadas en esa zona montañosa, que son Covadelas, Forgas, Lebrón, O Busto, Penadexo, Pradelas y Teixeira. Según la leyenda, San Vitoiro se apareció en esa zona y por eso se construyó la capilla a mediados del siglo XIX.
Las fiestas duran dos días, el 27 y el 28, y en el programa festivo destacan los actos religiosos y las fiestas y verbenas con grupos musicales. Es habitual que las familias del municipio vayan a pasar el día a la zona a comer tortillas, entre otras actividades.
- Feria del Vino de Vilachá

El primer fin de semana de mayo se celebra la Feria del Vino de Vilachá, donde se pueden degustar los vinos cosechados en esta parroquia del municipio, situada en el Cañón del Sil, que pertenecen a la Denominación de Origen Ribeira Sacra.
La feria se celebra en una zona donde se concentran casi medio centenar de bodegas centenarias cubiertas por tejados de pizarra a dos aguas, consideradas de interés turístico. Están consideradas como de las más antiguas de la península.
- Feria Medieval Guímara

Se celebra a principios de julio. Se escenifica la Revuelta de los Guímaros contra el conde de Lemos y hay exhibición de oficios tradicionales.
- As Cores do Outono

Festival de música tradicional gallega que se celebra un fin de semana de septiembre en el parque de Samugueiros.
- Cantos de taberna

Concurso que se realiza en el puente de diciembre, coincidiendo también con un concurso de tapas en el que participan los hosteleros de la localidad.
- Fiestas parroquiales

Las fiestas que se celebran en las diferentes parroquias del municipio son:
- Santa Inés, en Parada dos Montes, hacia el 20 de enero.
- San Blas, en Ferreiros, el 3 de febrero.
- San Antonio, en A Ferreirúa, el fin de semana siguiente a Pascua.
- San Jorge, en Eixón, el 23 de abril.
- San Isidro Labrador, en A Estación, el 15 de mayo.
- Santa Bárbara, en Piño, en mayo.
- Corpus Christi, en Puebla del Brollón, en junio.
- Corpus Christi, en Veiga, en junio.
- San Antonio, en Lamaigrexa, en junio.
- Virgen del Carmen, en A Labrada, hacia el 15 de julio.
- Santa María Magdalena, en A Veneira de Roques, en julio.
- Santiago, en Castroncelos, el 25 de julio.
- Virgen del Carmen, en Óutara, a principios de agosto.
- Virgen del Carmen, en Canedo, el primer domingo de septiembre.
- San Antonio, en Fornelas, el primer domingo de agosto.
- San Mamed, en Vilachá, el 7 de agosto.
- San Salvador, en Vilachá, hacia el 8 de agosto.
- Ecce Homo, en Ferreiros, el 10 de agosto.
- San Lorenzo, en Cereixa, el 10 de agosto.
- Nuestra Señora, en Saa, el 15 de agosto.
- Nuestra Señora, en Piño, el 15 de agosto.
- Nuestra Señora, en Pinel, el 15 de agosto.
- San Roque, en Castrosante, hacia el 16 de agosto.
- Virgen del Rosario, en Liñares, a mediados de agosto.
- Santa Lucía, en Santalla de Rei, el penúltimo sábado de agosto.
- San Bartolomé, en Eixón, hacia el 24 de agosto.
- San Ramón, en Salcedo, a finales de agosto.
- Santa Lucía, en Abrence, a principios de septiembre.
- Virgen de los Remedios, en A Ferreirúa, el 8 de septiembre.
- San Miguel, en Canedo, hacia el 29 de septiembre.
- San Froilán, en Pacios de Veiga, hacia el 4 de octubre.
- Virgen del Rosario, en Cereixa, hacia el 5 de octubre.

### Centros culturales
En la capital municipal se encuentra la Casa de la Cultura, que lleva el nombre de la poetisa Olga Novo, natural del municipio, y dispone de un salón de actos con capacidad para 90 personas. En el mismo edificio se encuentran la biblioteca municipal, con préstamos a domicilio y lectura en sala, y la oficina de información juvenil. Además, las instalaciones del colegio público albergan la escuela municipal de música y danza.
Por otra parte, varias parroquias y lugares cuentan con locales sociales, concretamente Abrence, Barxa de Lor, Canedo, Cereixa, Eixón, A Estación, Ferreiros, A Ferreirúa, Lamaigrexa, Óutara, Pacios de Veiga, Piño, Saa, Salcedo y Vilachá.

## Deportes

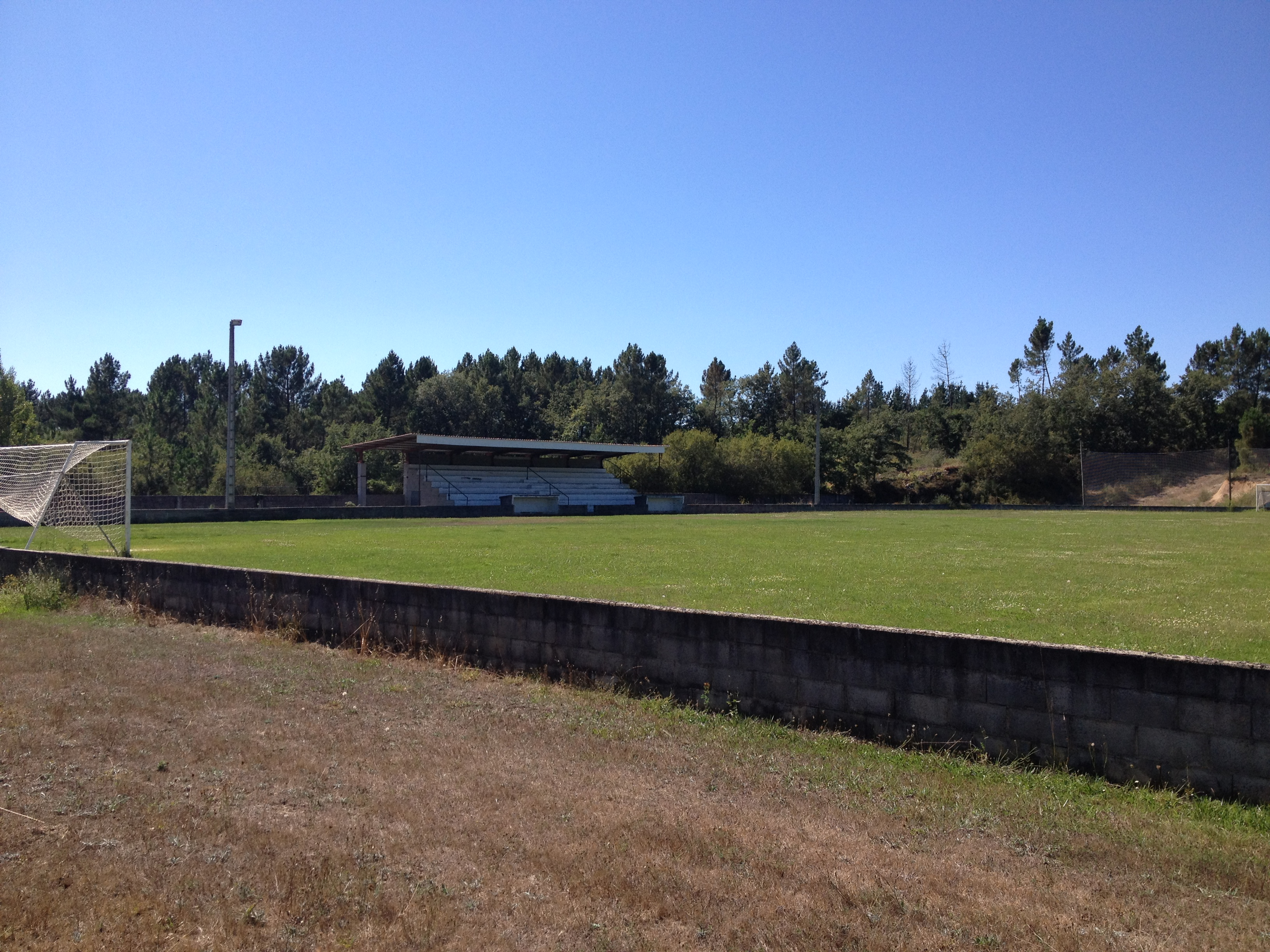
Campo de fútbol de Os Medos

El municipio cuenta con un equipo de fútbol, el Club Deportivo Brollón, que milita actualmente en la Segunda Galicia. Juega sus partidos como local en el campo municipal de Os Medos, situado al norte de la capital municipal, junto a la carretera que lleva a Hospital de Incio. Tiene una dimensión de 108 x 69 metros, es de hierba natural y tiene una grada cubierta e iluminación.
En Puebla del Brollón también se encuentra el pabellón polideportivo municipal, que tiene unas dimensiones de 44 x 22 m y una altura de 7 a 10 m, y una pista de tenis situada en el área recreativa de Samugueiros. En A Ferreirúa también hay una pista polideportiva, de 44 x 22 m, propiedad de la asociación de vecinos de esa parroquia.
También hay un club llamado Guímaro Motor Club, de aficionados al motor. Además, en septiembre se celebra el Trail y Caminata Capela do San Vitoiro.

### Otros artículos
- Lista de municipios de Lugo
- Provincia de Lugo
- Tierra de Lemos
- Ribeira Sacra